# HD 154445
HD 154445，又名BD-00 3224，SAO 141513、HR 6353，是一颗恒星，视星等为5.64，位于銀經19.3，銀緯22.93，其B1900.0坐标为赤經17h 0m 22.9s，赤緯-0° 22.93′ 18″。